# Aparammoecius tarokensis
Aparammoecius tarokensis är en skalbaggsart som beskrevs av Zdzisława Stebnicka 1994. Aparammoecius tarokensis ingår i släktet Aparammoecius och familjen Aphodiidae. Inga underarter finns listade i Catalogue of Life.